# La Côte Picarde
La Côte Picarde è una corsa in linea maschile di ciclismo su strada che si svolge nella regione della Piccardia, Francia, ogni anno in aprile. Dal 2007 fa parte della Coppa delle Nazioni U23 UCI, classe 1.Ncup.

## Storia
Questa corsa in linea si disputa generalmente verso la metà di aprile, nella regione della Piccardia. La partenza ha luogo nel comune di Nouvion e l'arrivo è situato a Mers-les-Bains, nel dipartimento della Somme. La prima edizione, corsa nel 1992, fu vinta dal francese Jean-Philippe Dojwa.
Dal 2000 solo i corridori di meno di 23 anni (Under-23) possono prendere il via. Nel 2007 la corsa è entrata a far parte del calendario della Coppa delle Nazioni U23 UCI. Dal 1996 al 1999 fece parte della Coupe de France.

## Albo d'oro
Aggiornato all'edizione 2016.
| Anno | Vincitore                          | Secondo                            | Terzo                              |
| ---- | ---------------------------------- | ---------------------------------- | ---------------------------------- |
| 1992 | Jean-Philippe Dojwa                | Denis Roux                         | Jaan Kirsipuu                      |
| 1993 | Peter Verbeken                     | Emmanuel Hubert                    | Paul Haghedooren                   |
| 1994 | Laurent Roux                       | Tom Steels                         | Jaan Kirsipuu                      |
| 1995 | Thierry Marie                      | Eric Van Lancker                   | Cyril Saugrain                     |
| 1996 | Philippe Gaumont                   | Francis Moreau                     | Christophe Leroscouet              |
| 1997 | Djamolidine Abdoujaparov           | Fabio Sacchi                       | Christophe Leroscouet              |
| 1998 | Mauro Zinetti                      | Jean-Michel Thilloy                | Franck Bouyer                      |
| 1999 | Pascal Chanteur                    | Sergueï Ivanov                     | Bart Voskamp                       |
| 2000 | Johan Coenen                       | Anthony Geslin                     | Nicolas Inaudi                     |
| 2001 | Andrej Kašečkin                    | Anthony Geslin                     | Gert Steegmans                     |
| 2002 | Sébastien Chavanel                 | Gert Steegmans                     | Grégory Rast                       |
| 2003 | Mathieu Claude                     | Yohann Gène                        | Pieter Weening                     |
| 2004 | Saïd Haddou                        | William Grosdent                   | Jérémie Dartus                     |
| 2005 | Jean-Marc Marino                   | Jonathan Ferrand                   | Tomasz Smolen                      |
| 2006 | Guillaume Levarlet                 | Romain Feillu                      | Sébastien Besqueut                 |
| 2007 | Simon Špilak                       | Hyun Wook Joo                      | Kristoffer Nielsen                 |
| 2008 | Kristijan Koren                    | Simon Clarke                       | Nico Keinath                       |
| 2009 | Timofej Krickij                    | Jurij Aharkov                      | Sep Vanmarcke                      |
| 2010 | Vjačeslav Kuznetsov                | John Degenkolb                     | Pim Ligthart                       |
| 2011 | Arnaud Démare                      | Aleksej Catevič                    | Tosh Van Der Sande                 |
| 2012 | Vegard Breen                       | Bob Jungels                        | Jonas Ahlstrand                    |
| 2013 | Caleb Ewan                         | Sean De Bie                        | Simon Yates                        |
| 2014 | Jens Wallays                       | Thomas Boudat                      | Søren Kragh Andersen               |
| 2015 | Simone Consonni                    | Owain Doull                        | Daniel Hoelgaard                   |
| 2016 | non disputata causa mancanza fondi | non disputata causa mancanza fondi | non disputata causa mancanza fondi |